# ニューロシェル

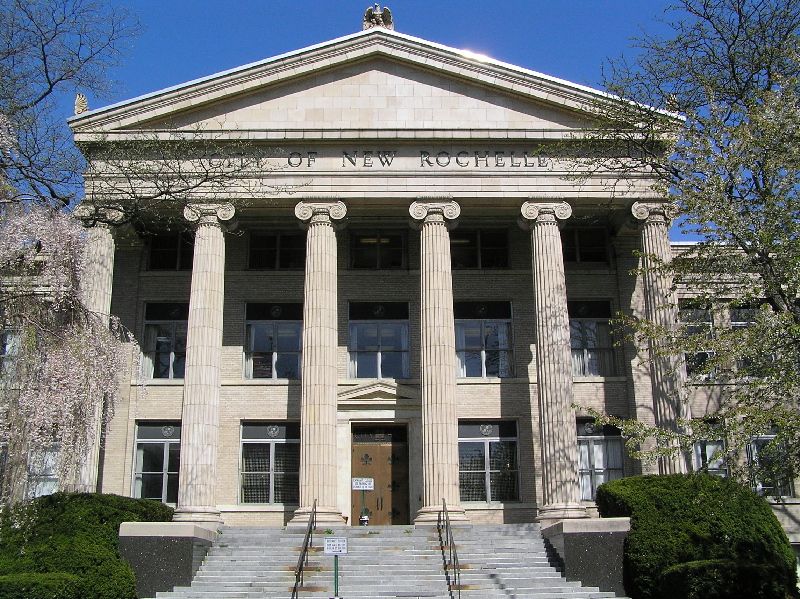
ニューロシェル市役所

ニューロシェル（英語:New Rochelle）は、アメリカ合衆国ニューヨーク州のウエストチェスター郡にある都市。人口7万9726人（2020年）。

## 概要
ニューロシェルの歴史は、トーマス・ペルが1654年に一帯の土地を購入したことから始まる。1685年、ルイ14世のフォンテーヌブローの勅令によってナントの勅令が廃止。トーマス・ペルの甥にあたるジョン・ペルが土地の権利を所有していたが、その後土地をユグノーの家庭に提供した。一帯にはフランス西部のラ・ロシェルからやってきた職人たちが住み着き、出身地にちなんで土地一帯を「新しいロシェル」の意味のヌーヴェル・ロシェル（Nouvelle-Rochelle）と名付けた。市の名称はこのフランス語の意味を英語にした言葉から由来。ハドソン・パークにある記念碑には、初期に移り住んだユグノーの家庭の名前が彫られている。
独立戦争期にはジョージ・ワシントンも訪れたほか、ホワイト・プレインズの戦いも繰り広げられている。18世紀中は小さく質素な土地であり、豊富な農地を所有していた。また、短期間ながらトマス・ペインも市内の邸宅に滞在していたことがあり、現在小さな通り沿いにあるトマス・ペインのコテージは博物館として使用されている。

## 地理

ウェストチェスター郡内の位置

ニューロシェルの総面積は34.3平方キロメートル。ニューヨーク市のブロンクス区、ロングアイランド湾に接している。市内にはニューロシェル大学やイオナ大学、モンロー大学のキャンパスがある。

## 交通
- 鉄道はメトロノース鉄道のニューロシェル駅が利用できる。グランド・セントラル駅までの距離は約27キロメートル。

- 路線バスは郡営のビーラインバスシステムがある。